# René Imoberdorf
René Imoberdorf, né le 24 avril 1950 à Münster, est un homme politique suisse membre du Parti démocrate-chrétien. Il siège au Conseil des États de 2007 à 2015.

## Biographie
Imoberdorf est membre du Parti chrétien-social du Haut-Valais. De janvier 1992 à janvier 2000, il siège à l'exécutif de la commune de Viège, avant d'en devenir président de janvier 2000 à mai 2011. D'avril 2001 à novembre 2007, il est aussi membre du Grand Conseil du canton du Valais.
Aux élections fédérales de 2007, il est élu au Conseil des États pour représenter le canton du Valais. Il y siège à la commission de gestion, à la commission de l'environnement, de l'aménagement du territoire et de l'énergie et à la commission des transports et des télécommunications.
Imoberdorf est divorcé et père de deux enfants. Major dans l'armée suisse, il vit à Viège.